# Quorn, Leicestershire
Quorn är en ort och civil parish i Charnwood i Storbritannien.   Den ligger i grevskapet Leicestershire och riksdelen England, i den södra delen av landet, 150 km nordväst om huvudstaden London. Quorn ligger 46 meter över havet och antalet invånare är 4 961.
Terrängen runt Quorn är huvudsakligen platt, men västerut är den kuperad. Runt Quorn är det mycket tätbefolkat, med 3 895 invånare per kvadratkilometer. Närmaste större samhälle är Leicester, 11,9 km söder om Quorn. Trakten runt Quorn består till största delen av jordbruksmark.